# エーヒング・アム・アンマーゼー
エーヒング・アム・アンマーゼー (ドイツ語: Eching am Ammersee) はドイツ連邦共和国バイエルン州オーバーバイエルン行政管区のランツベルク・アム・レヒ郡に属す町村（以下、本項では便宜上「町」と記述する）で、ショーンドルフ・アム・アンマーゼー行政共同体を構成する自治体の一つである。
アンマー湖北岸に位置するエーヒングは、大規模な「アムパーモース」自然保護地区に面し、アンマー湖岸には森の保養地「ヴァインガルテン」がある。

## 地理

### 自治体の構成
この町は、公式には2つの地区 (Ort) からなる。このうち小集落や孤立農場などを除く集落は首邑のエーヒング・アム・アンマーゼーのみである。

## 歴史
エーヒングはバイエルン選帝侯領に属し、パーファル男爵の閉鎖ホーフマルク（農場の共同体としての村）グライフェンベルクの一部であった。バイエルンの行政改革に伴う1818年の市町村令によって現在の自治体が成立した。

### 人口推移
- 1970年 749人
- 1987年 1,293人
- 2000年 1,477人

## 行政
町長はジークフリート・ルーゲ (CSU/Bürgerblock) である。町議会は12人の議員からなる。

### 紋章
図柄: 左右二分割。向かって左は青地に曲がった金の修道院長杖。向かって右は3本の波状の斜め分割線で分割された赤と白のストライプ模様。

## その他
こののどかな田舎町はウルズラ・ヘルマン誘拐事件でドイツ全土に広く知られるようになった。

## 引用
1. ↑  https://www.statistikdaten.bayern.de/genesis/online?operation=result&code=12411-003r&leerzeilen=false&language=de Genesis-Online-Datenbank des Bayerischen Landesamtes für Statistik Tabelle 12411-003r Fortschreibung des Bevölkerungsstandes: Gemeinden, Stichtag (Einwohnerzahlen auf Grundlage des Zensus 2011)
2. ↑  Bayerische Landesbibliothek Online